# Holarchaea
Holarchaea es un género de arañas de la familia Anapidae.

## Especies
- H. globosa (Hickman, 1981)
- H. novaeseelandiae (Forster, 1949)